# Площа Свободи (Мінськ)
53°54′12″ пн. ш. 27°33′24″ сх. д. / 53.90329° пн. ш. 27.556541° сх. д.
Площа Свободи (біл. Плошча Свабоды) — одна з центральних площ у Мінську, Білорусь. Збудована на початку XVI століття як адміністративний, торговий і культурний центр міста. Розташована на березі річки Свіслоч.

## Історія

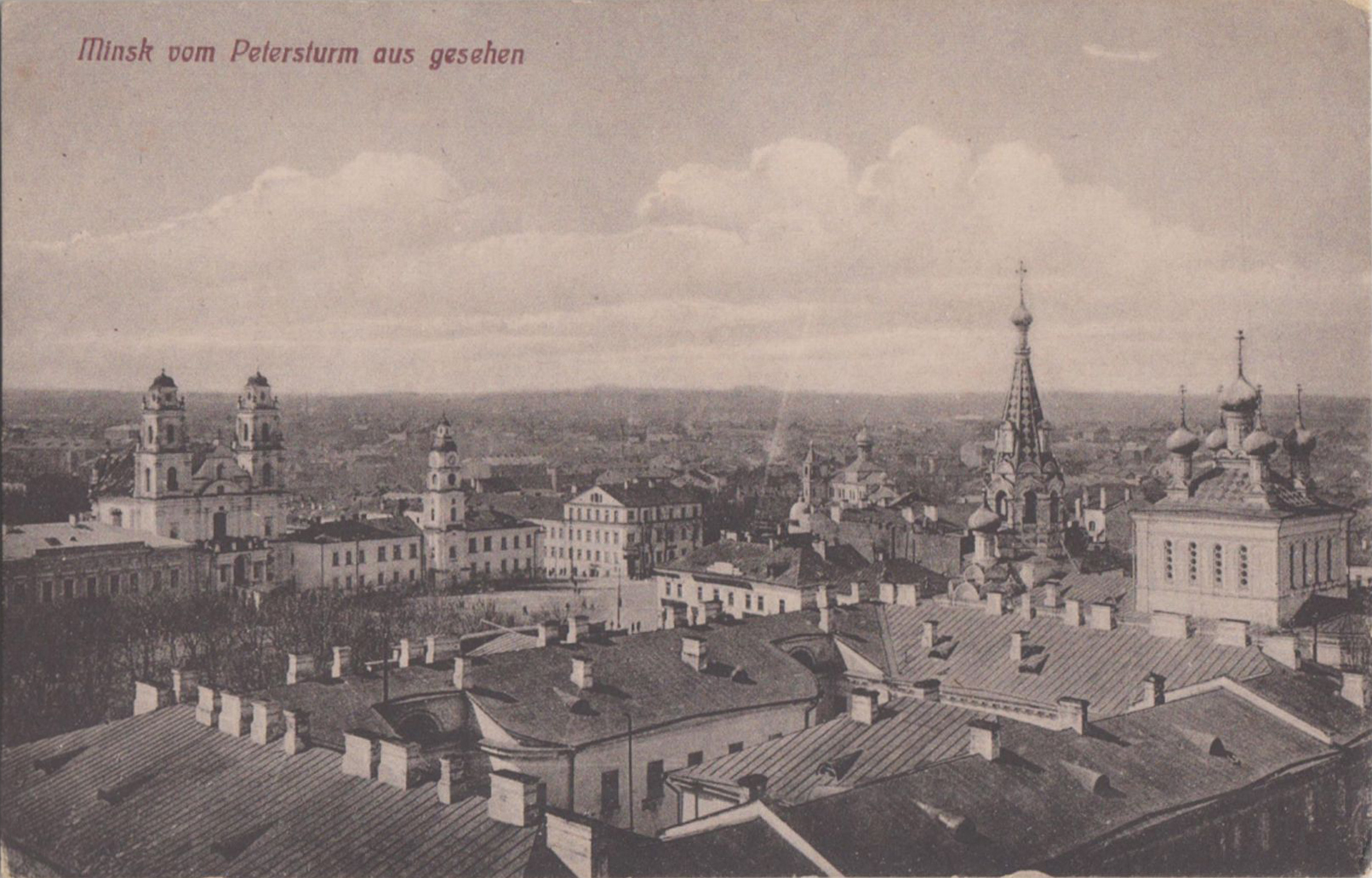
Площа в 1918 році

До 1860-х років називалася Верхнім ринком, до 1917 року — Соборною площею. З 1917 по 1933 рр. мала назву «Площа Волі».
Площа Свободи вважалася центральною, але в роки Другої Світової війни була сильно зруйнована та втратила своє значення.
На площі стоїть міська ратуша, відновлена в 2003 році за останнім проектом (була побудована в 1582 році, потім кілька разів перебудовувалася і була знесена в 1857 році), а також архикафедральный костел Імені Пресвятої Діви Марії (1700—1710 рр.)
У центрі площі Свободи до революції стояв пам'ятник Російському імператорові Олександру II, створений на добровільні пожертвування мінчан.

## Ансамбль площі
Мінська ратуша
Сквер «Зелений театр»
Церква Святого Духа

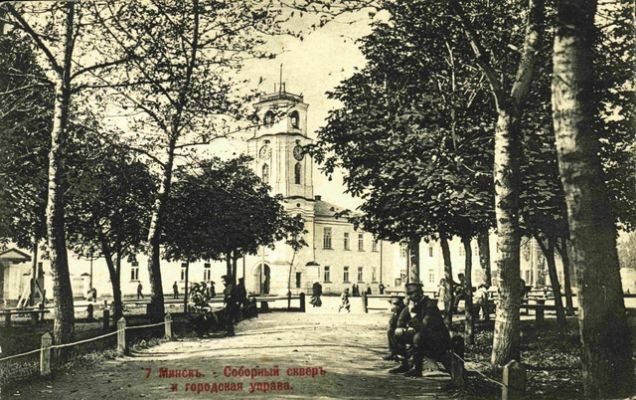
Сквер, листівка початку ХХ ст.

Архікафедральний костел Пресвятої Діви Марії

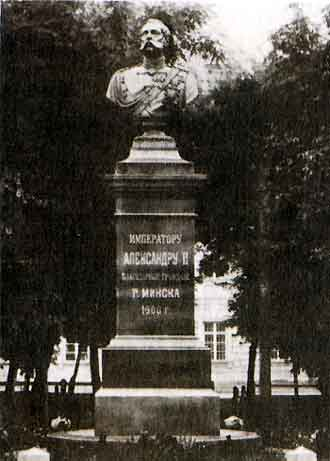
Пам'ятник Олександру II

На площі Свободи, яка прилягає до вулиці Інтернаціональної, за міською ратушею знаходиться невеликий сквер. Білоруський етнограф і письменник П. Шпилевський, який бував у Мінську на початку 50-х років XIX століття, писав, що в центрі площі 
| Ліві лапки | … размешчаны невялікі круглы бульвар, абрамлены ў два шэрагі векавымі пірамідальнымі таполямі, якія ўтвараюць з сябе даволі цяністую алею, у сярэдзіне бульвара разведзены маленькі парк ці, правільней, кветнік. Бульвар наведваецца мінчукамі больш улетку, калі каля ратушы грае гарадская музыка: тым часам па вечарах абедзве алеі, круглая і папярочная, напаўняюцца лепшым светам гараджан і гараджанак, прыбраных не горш пецярбургскіх прыгажунь. | Праві лапки |

 Саме в цьому сквері в січні 1901 року був відкритий перший скульптурний пам'ятник в Мінську — бюст Олександра II, на чорному гранітному постаменті якого були вибиті слова:
| Ліві лапки | Императору Александру II. Благодарные граждане города Минска. 1900 год (біл. Імператару Аляксандру II. Удзячныя грамадзяне горада Мінска. 1900 год) | Праві лапки |

З відбудовою Мінської ратуші в 2003 році сквер був реконструйований: були оформлені дві овальні алеї з висадженими пірамідальними тополями, встановлені чавунні ліхтарі і лавки.